# Паоло Джордано I Орсини
Паоло Джордано I Орсини (на италиански: Paolo Giordano I Orsini; * 1541, Брачано, Сеньория Брачано; † 13 ноември 1585, Сало, дн. Италия) от рода Орсини, е италиански аристократ и военен, първи херцог на Брачано от 9 октомври 1560 г. до смъртта си и маркиз на Ангуилара.
Съпруг е на Изабела де Медичи – дъщеря на Козимо I де Медичи. Внезапната и мистериозна смърт на известната му съпруга поражда „черната легенда“ за Дом Медичи, а самият той е обвинен в убийството й.

## Произход
Представител на могъщия римски род Орсини, той е син на Джироламо Орсини, граф на Талякоцо и господар на Брачано, и на Франческа Сфорца ди Санта Фиора. По бащина линия е внук на Джан Джордано Орсини и Феличе дела Ровере, незаконна дъщеря на папа Юлий II, а по майчина линия – на граф Бозио II Сфорца ди Санта Фиора и Костанца Фарнезе, незаконна дъщеря на папа Павел III. Има една сестра: 
- Фелиция (* 1540, † 1596), княгиня на Палиано като съпруга на Маркантонио II Колона.

## Биография

### Херцог на Брачано, военна кариера и брак
След присъдата над чичо му Франческо активите на Орсини са прехвърлени на Паоло Джордано. През 1543 г. той става господар на Сан Грегорио, но предвид възрастта му феодът се управлява от неговия настойник, кардинал Гуидо Асканио Сфорца ди Сантафиора – негов вуйчо. Кардиналът го отглежда след смъртта на баща му и го насочва към военната кариера в папската армия. През 1556 г. се бие в нея срещу херцога на Алба Фернандо Алварес де Толедо.
На 11 юли 1553 г. е обвързан от сватбен договор с Изабела де Медичи, дъщеря на великия херцог на Тоскана Козимо I, за която се жени на 3 септември 1558 г. в Поджо а Каяно (Флоренция) в тесен кръг, понеже е във войската на папа Павел IV и трябва да се бие против испанската войска на Кралство Неапол.
През 1560 г. новият папа Пий IV издига феодалното владение на Брачано и цялото му имение в херцогство, което включва и Тера ди Сан Джорджо.
На 16 октомври 1566 г., притиснат от дългове, Паоло Джордано е принуден да продаде феода Сан Грегорио на кардинал Просперо Сантакроче за 25 000 скуди. Продажбата е ратифицирана през 1567 г.
Като военен се отличава през 1571 – 72 г. като генерал от венецианската пехота срещу турците. В битката при Лепанто на 7 октомври 1571 г. е ранен в крака от стрела: той е сред първите, които разбиват турската линия, биейки се срещу галерата на пашата. През 1573 г. участва с шест тоскански кораба в експедицията на Испания против Тунис. След нещастните войни на папата съпрузите отиват да живеят в Палацо Медичи във Флоренция.
След смъртта на тъста му Козимо I през 1574 г., загубил ползата от оставането във Флоренция, Паоло Джордано решава да се премести в Рим. Подготвя завръщането си с важни реставрационни работи на римския дворец в Монте Джордано и на крепостта на Брачано, отивайки да живее първите години в двореца в Кампо дей Фиори – друга римска резиденция на Орсини. Той живее предимно в Рим, далеч от съпругата си. Кара да я надзирава братовчед си Троило Орсини ди Монтеротондо и винаги поддържа връзка с нея, както се вижда от многобройните писма, разменени от съпрузите – кореспонденция, която продължава, докато жена му е на почивка със семейството си във вилата на Медичите в Черето Гуиди.

### Смърт на съпругата му
Съпругата му Изабела умира във Вилата на Медичите в Черето Гуиди близо до Флоренция на 16 юли 1576 г. на 33-годишна възраст. Причината за смъртта на херцогинята на Брачано, която преди това е била болна от дълго време, е периодична треска. Естественият характер на смъртта се потвърждава от архивните документи. От оцелялата обширна кореспонденция между Изабела и нейния съпруг се вижда, че херцогът и херцогинята се обичат и Паоло Джордано се тревожи за здравето на болната си съпруга. Изабела помага на съпруга си на политическата сцена и смъртта ѝ съсипва кариерата му. Въпреки това почти веднага след нея се появяват слухове, че тя е била убита. Източниците на тези слухове, описващи Изабела като развратница, а съпруга ѝ като жесток и егоистичен тиранин, са хроники и откровено клеветнически анонимни памфлети на противници на Медичите. Слуховете се разпространяват умишлено чрез дипломатическата кореспонденция на държави, враждебни на Велико херцогство Тоскана. Официално е обявено, че херцогинята на Брачано е починала във вилата в Черето Гуиди, където е била по време на лов, че е починала сутринта, когато е измила косата си, а херцогът на Брачано я е намерил мъртва на колене.
Борбата на роднините на Изабела с клеветниците допринася за още по-голямо разпространение на слухове. Има няколко версии за убийството. Според една от тях херцогинята, на която липсвало мъжко внимание, в отсъствието на съпруга си си е намерила любовник – далечният братовчед на съпруга ѝ Троило Орсини от линията на Монтеротондо, който се е грижел за нея. Докато Великият херцог е жив, който, между другото, също е обвиняван в кръвосмесителни отношения с дъщеря си, херцогинята на Брачано се е чувствала в безопасност, но със смъртта на баща си тя е загубила подкрепата му. Новият велик херцог, нейният по-голям брат Франческо I де Медичи, наредил на мъжа ѝ рогоносец да убие невярната си съпруга. Заповедта е била изпълнена и херцогинята е била удушена във Вила Черето Гуиди по обяд в присъствието на няколко свидетели. Според друга версия херцогът на Брачано се е влюбил в омъжената Витория Акорамбони (което наистина е така), убил е съпруга ѝ и е решил да се отърве от съпругата си, лъжливо обвинявайки я в изневяра. Троило, който е посланик за Тоскана и Франция, е убит в Париж на 1 декември 1577 г. от Паоло Джордано, вероятно със съгласието на Франческо I.
Още през XVIII век историкът Якопо Ригучо Галуци в своята „История на Велико херцогство Тоскана“ (1781) посочва липсата на документи и надеждни доказателства, потвърждаващи убийството на Изабела. Единствената причина за слуховете според него е внезапността на смъртта на херцогинята за поданиците. Последните проучвания на ръководителя на Капитолийския исторически архив – историчката Елизабета Мори убедително доказват естествения характер на смъртта на херцогинята на Брачано и фалшификацията на историята за нейното убийство. Версията за убийството се оказва погрешна, но е подкрепена от писатели и драматурзи в множество творби.
Всъщност внезапната смърт на Изабела се случва шест дена след убийството на нейната близка приятелка, братовчедка, балдъза и приемна сестра Леонора Алварес от страна на съпруга на последната. Двата смъртни случаи представят дълъг списък от прилики, от мястото, през метода, до поведението на Франческо и мнозинството историци смятат версията за убийство от ревност за вярна, мотивирана от вярата на Паоло Джордано във връзка между Изабела и Троило. Паоло Джордано е действал съвместно с наемен убиец, рицар от Малта, за да удуши жена си, смятана за невярна, и след това е бил пририт от брат ѝ Франческо. Изключение прави архивистката Елизабета Мори, която вместо това предполага, че Изабела е починала от болест и че слуховете за убийството са били умело разпространени от враговете на Медичите.

### Втори брак и смърт
След смъртта на съпругата си Паоло бяга в Рим, където започва връзка с Витория Акорамбони – красавица, омъжена за Франческо Перети, племенник на бъдещия папа Сикст V, чийто съпруг е убит от негово име през 1581 г. След това убийство и особено след неочакваното избиране през април 1585 г. за папа на кардинал Перети (чичо на починалия съпруг на Вероника), който се заклева да отмъсти на херцога, обвинен (без сигурни доказателства) в убийството, Паоло Джордано, преследван от папското правосъдие, бяга в Северна Италия – първо Венеция, след това Абано и Сало с любовницата си, за която се омъжва тайно на 20 април 1585 г. 44-годишният мъж се разболява внезапно няколко месеца по-късно: говори се, че е бил отровен, за да избегнат трудната му екстрадиция (херцогът също е бил венециански патриций) или съдебният процес без доказателства, и умира на 13 ноември 1585 г. като гост в двореца на Сфорца Палавичино, след като е направил завещание и е посочил Витория за своя универсална наследница. Поради тази причина на 22 декември същата година тя е убита заедно с брат си от наемните убийци на Лудовико Орсини ди Монтеротондо, който е станал защитник на интересите на неговия племенник Вирджинио Орсини, син на Паоло Джордано от първата му съпруга Изабела. Лудовико е арестуван по нареждане на Венецианската република след кървава обсада на палата му и е екзекутиран в двора на Кастелвекио.

## Брак и потомство
Паоло Джордано се жени два пъти:
∞ 1. 11 юли 1553 г. в Рим (договор), 3 септември 1558 г. в Поджо а Каяно за Изабела де Медичи (* 31 август 1542, Флоренция, † 16 юли 1576, Черето Гуиди), дъщеря на Козимо I, велик херцог на Тоскана, херцог на Флоренция, и дона Елеонора Алварес де Толедо, от която има две дъщери и един син:
- Франческа Елеонора Орсини, наричана Нора (* март 1571, † 17 декември 1634), ∞ за Алесандро Сфорца ди Санта Фиора (* 1572, † 29 април 1631), херцог на Сени, граф на Санта Фиора и Котиньола, маркиз на Прочено и Варци
- Изабела Орсини (*/ † 1572)
- Вирджинио Орсини (* 1572, † 9 септември 1615), втори херцог на Брачано (1585 – 1615), ∞ за Флавия Перети Дамашени (* 1573, † 14 септември 1606), от която има 11 деца.

∞ 2. 20 април 1585 за Витория Акорамбони (* 15 февруари 1557, Губио; † 22 декември 1585, Падуа), от която няма деца.

## Паоло Джордано в културата
Неговите кървави събития са вдъхновили поети и писатели и са разпалили народното въображение, което често е пораждало легенди, свързани с призрака му и с този на съпругата му Изабела, които се скитат между Тоскана и Брачано. Многобройни литературни произведения са посветени на историята, включително драмата „Белият дявол“ (или „Витория Коромбона“) (на английски: The White Devil) от Джон Уебстър и романът на Робер Мерл „Идолът“ (на френски: L'Idole)